# Kommunchef
Kommunchef eller kommundirektör (ibland stadsdirektör) är benämningar som kan användas för den högsta tjänstemannen i en svensk kommun.
Kommunchefen utses av kommunstyrelsen, ibland av kommunfullmäktige. Kommunchefen är ledare för alla förvaltningschefer eller motsvarande, och ansvarar för att planera, leda och samordna den kommunala verksamheten. Ofta arbetar kommunchefen på kommunledningskansliet, eller motsvarande, som samordnar förvaltningarnas eller sektorernas arbete. Kommunchefer arbetar dock ofta med enskilda projekt och uppdrag tilldelade av kommunstyrelsen snarare än med traditionellt verksamhetsansvar. 
I Sverige har den högste tjänstemannen i kommunen ofta titeln kommunchef. Mellanstora kommuner har ofta valt titeln kommundirektör. Mindre kommuner har ofta, men inte alltid, titeln kommunchef. 
I början av 2013 fanns det, enligt respektive kommuns hemsida, 181 personer med titeln kommunchef, 89 personer med titeln kommundirektör, 14 personer med titeln stadsdirektör. Återståenden kommuner har titlar såsom kanslichef, sektorschef, regiondirektör. Två kommuner har valt att ha delat ledarskap som Degerfors kommun.

## Stadsdirektör
De större kommunerna i landet har, med några undantag, valt titeln stadsdirektör. Dessa kommuner är Stockholms kommun, Lidingö kommun, Nacka kommun, Solna kommun, Södertälje kommun, Uppsala kommun, Jönköpings kommun, Helsingborgs kommun, Landskrona kommun, Malmö kommun, Göteborgs kommun, Trollhättans kommun, Västerås kommun, Mölndals kommun, Sundbybergs kommun och Umeå kommun.